# 오스트레일리아 뉴질랜드 은행

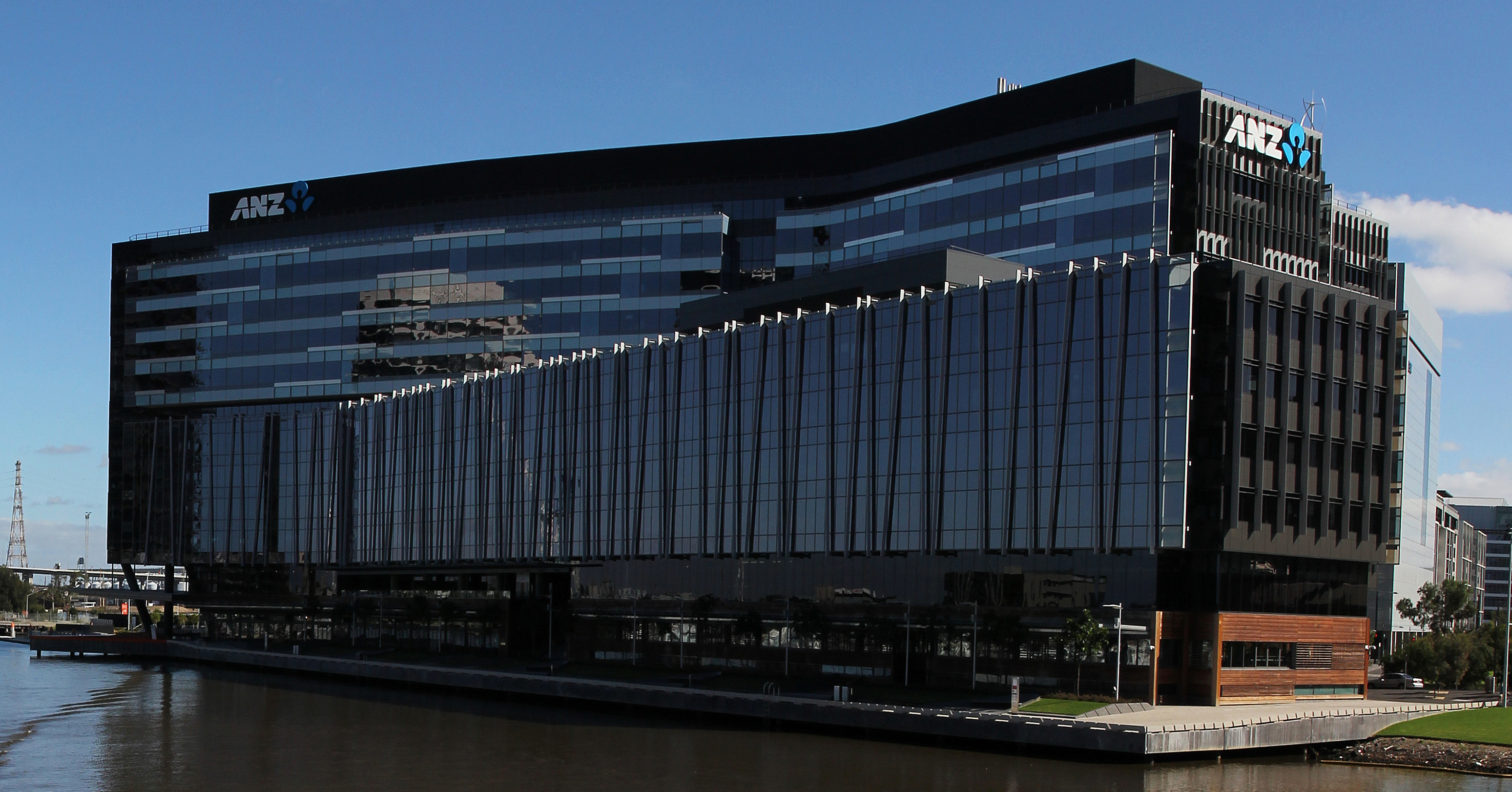

오스트레일리아 뉴질랜드 은행(영어: Australia and New Zealand Banking Group, ANZ)은 오스트레일리아의 상업은행이다. 본점은 오스트레일리아 멜버른에 있다.